# دولنی هراخوویتسه
دولنی هراخوویتسه (به چکی: Dolní Hrachovice) یک منطقهٔ مسکونی در جمهوری چک است که در منطقه تابور واقع شده‌است. دولنی هراخوویتسه ۴٫۴۷ کیلومتر مربع مساحت و ۱۴۳ نفر جمعیت دارد و ۵۵۲ متر بالاتر از سطح دریا واقع شده‌است.